# 로이즈 콘펙트

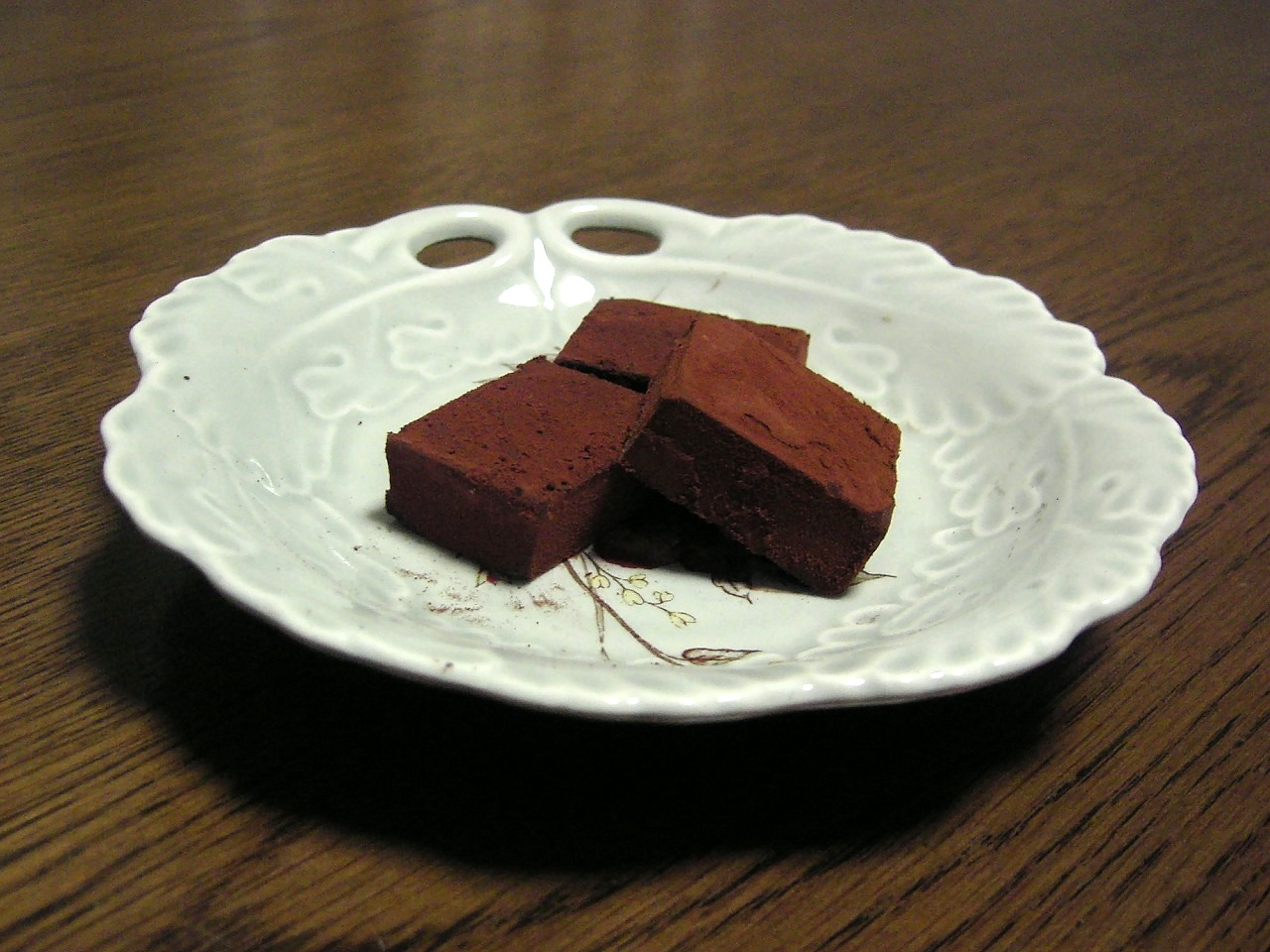
로이즈 초콜릿

로이즈 콘펙트(일본어: ロイズコンフェクト, 영어: Royce' Confect Co., Ltd.)는 초콜릿을 중심으로 초콜릿 과자 등을 제조 · 판매하는 일본의 기업이다. 홋카이도에 직영점이 있으며, 2001년에 싱가포르에 해외 1호점을 오픈하고 적극적으로 해외 진출을 추진하고 있다.